# Poravë
Poravë lub Porav – wieś położona w północnej części Albanii w gminie Fierzë. Wieś znajduje się 104 kilometrów od stolicy państwa, Tirany.

## Demografia
Według spisu ludności z 1989 roku we wsi Poravë mieszkało 795 mieszkańców.